# William Bradford (fiscal general)
William Bradford (14 de septiembre de 1755 - 23 de agosto de 1795) fue un abogado y juez de Filadelfia, Pennsilvania, y el segundo fiscal general de los Estados Unidos en 1794–1795.
Fue hijo del impresor William Bradford y nació en Filadelfia.  Inició su educación en la Academia de Filadelfia y entonces asistió la Universidad de Princeton, donde empezó una amistad duradera con James Madison, y se graduó en 1772. Cuando volvió a Fialdelfia empezó a estudiar el derecho bajo Edward Shippen hasta servir en la Guerra de Independencia de los Estados Unidos.
En 1776, William se presentó como privado en la Milicia de Pensilvania. Más tarde, sirvió como ayudante  para el general de brigada Daniel Roberdeau, y entonces fue ascendido a mayor de brigada. 
Después de su servicio en la milicia, se unió con el Ejército Continental y sirvió como comandante de compañía en el 11o Regimiento de Pensilvania. Bradford luchó en la Batalla de Trenton. Bradford fue ascendido a teniente coronel antes de renunciar debido al mal estado de salud en 1779.
Bradford fue admitido a la abogacía en Pensilvania en septiembre de 1779. Fue nombrado el fiscal general de Pensilvania en 1780 y sirvió hasta 1791. En 1784, se casó con Susan Vergereau Boudinot. En 1785, Bradford fue elegido miembro de la Sociedad Filosófica Estadounidense. El 2 de agosto de 1791, Bradford representó el general William West en el primer caso registrado ante la Corte Suprema de los Estados Unidos, pero perdió la decisión. El 22 de agosto de 1791, Bradford fue nombrado a la Corte Suprema de Pensilvania, sirviendo por tres años.
En 1793 el gobernador Thomas Mifflin pidió la ayuda de Bradford en reducir el uso de la pena de muerte. Emitió un reporte a la legislature, y en la próxima reorganización del código penal de Pensilvania, el uso de la pena de muerte fue reducida considerablemente. Otros estados seguieron el ejemplo de Pensilvania.
El 8 de enero de 1794, el presidente George Washington lo nombró fiscal general para los Estados Unidos para reemplezar a Edmund Randolph. Se murió en 1795 y está enterrado en  Burlington, Nueva Jersey.
El Condado de Bradford en Pensilvania es nombrado en su honor.